# 紀藤信義
紀藤 信義（きとう のぶよし、1912年〈大正元年〉10月31日 - 没年不明）は、日本の政治家、文学博士。広島大学名誉教授。広島修道大学法学部教授。

## 経歴
山口県厚狭郡船木町（現・宇部市）出身。紀藤常助の二男。1937年、広島文理科大学文学部史学科を卒業。同年4月、北海道旭川師範学校教授。1943年6月、海軍教授となり海兵教官にて終戦。
1947年4月、山口県厚狭郡船木町町長に当選する。1948年7月、広島高等師範学校教授。1957年、琉球大学臨時講師。1964年、学位を受く。1976年、広島大学文学部教授の職を停年退任する。

## 人物
著書は『近代化概念の展開と民主主義思想の発展』、『イギリス初期独占の研究』などがある。
趣味は読書、写真、絵画。宗教は真宗。山口県厚狭郡楠町（現・宇部市）在籍で、住所は広島県広島市出汐町、同市牛田本町6丁目、同市安古市町上安緑ヶ丘。

## 家族
紀藤家
- 妻・八重子（1913年 - ?、山口、伊藤義一の長女）[1]
- 長男[2]
- 二男[2]
- 三男[2]
- 長女[2]